# О. Н. В. Куруп
Оттаплакал Нилакантан Велу Куруп (малаял. ഒറ്റപ്ലാക്കൽ നീലകണ്ഠൻ വേലു കുറുപ്പ് [oṟṟaplākkal nīlakaṇṭhan vēlu kuṟupp]; 27 мая 1931, дер. Чавара, Британская Индия — 13 февраля 2016, Тривандрам, Керала, Индия), упоминаемый по сокращению имени O.N.V. Kurup или ONV и известный, в том числе, как «Пушкин из Кералы» — индийский поэт и автор песен на языке малаялам, драматург, переводчик и общественный деятель. Многократный лауреат литературных и кинематографических премий Индии, в том числе высшей литературной премии Индии — Джнянпитх. Его перу принадлежат около 900 песен для фильмов и 21 сборник стихов.
Удостоен Падма Шри и Падма Вибхушан — четвёртой и второй по старшинству гражданских наград Индии — а также международных премий и наград, включая российские премию имени Есенина и медаль Пушкина.

## Биография
Родился в деревне Чавара (ныне округ Коллам, штат Керала) в семье О. Н. Кришны Курупа и Лакшмикутти Амма.
Детство провёл в родной деревне, где посещал местную государственную школу.
В 1948 году сдал выпускные экзамены, в 1952 получил степень бакалавра по экономике в колледже Шри Нараяна в Колламе, а в 1955 — степень магистра в области литературы на малаялам.
С 1957 года преподавал малаялам в различных высших учебных заведениях.
Начал писать стихи ещё в 1940-х годах. Его первой опубликованной работой была поэма «Munnottu», напечатанная в 1946 году.
Во время учёбы в колледже в 1952 году написал одну из 26 песен на музыку композитора Девараджана для успешной пьесы «Ningalennne Communistakki» (рус. Ты сделал меня коммунистом), поставленной Kerala People's Arts Club.
Вместе с Девараджаном они дебютировали в кино, сочинив саундтрек к фильму Kalam Marunnu 1955 года.
Позднее его сотрудничество с композиторами В. Дакшинамурти, Салилом Чаудхари и М. Б. Шринивасаном привело к созданию нескольких из лучших популярных мелодий Кералы.

## Награды
- 2015 — Медаль Пушкина (20 октября 2015 года, Россия) — за большой вклад в укрепление дружбы и сотрудничества с Российской Федерацией, развитие экономических связей, сохранение и популяризацию русского языка и культуры за рубежом[1][8][9]
- 2011 — Падма Вибхушан[10][11]
- 2009 — Международная литературная премия имени Сергея Есенина[12]
- 2007 — Джнянпитх[13]
- 1998 — Падма Шри
- 1989 — Национальная кинопремия за лучшие стихи к песне для фильма Vaishali[14]
- 1975 — Премия Литературной академии Индии[англ.] за книгу на языке малаялам Aksharam[15]
- 1971 — Kerala Sahitya Akademi Award[англ.] за сборник стихов Agni Salabhangal[15]

О. Н. В. Куруп выигрывал кинопремию штата Керала за лучший текст песни 13 раз, в том числе за песни к фильмам Gulmohar (2008), Radha Madhavam (1990), Manivathoorile Ayiram Sivarathrikal (1987) и Yagam (1980); и Filmfare Awards South за лучшую лирику на малаялам как минимум дважды: за стихи песен к фильму «Легенда о Паласси Радже» (2009) и песню «Paattil Ee Paattil» из фильма Pranayam (2011).